# Альтенбургер

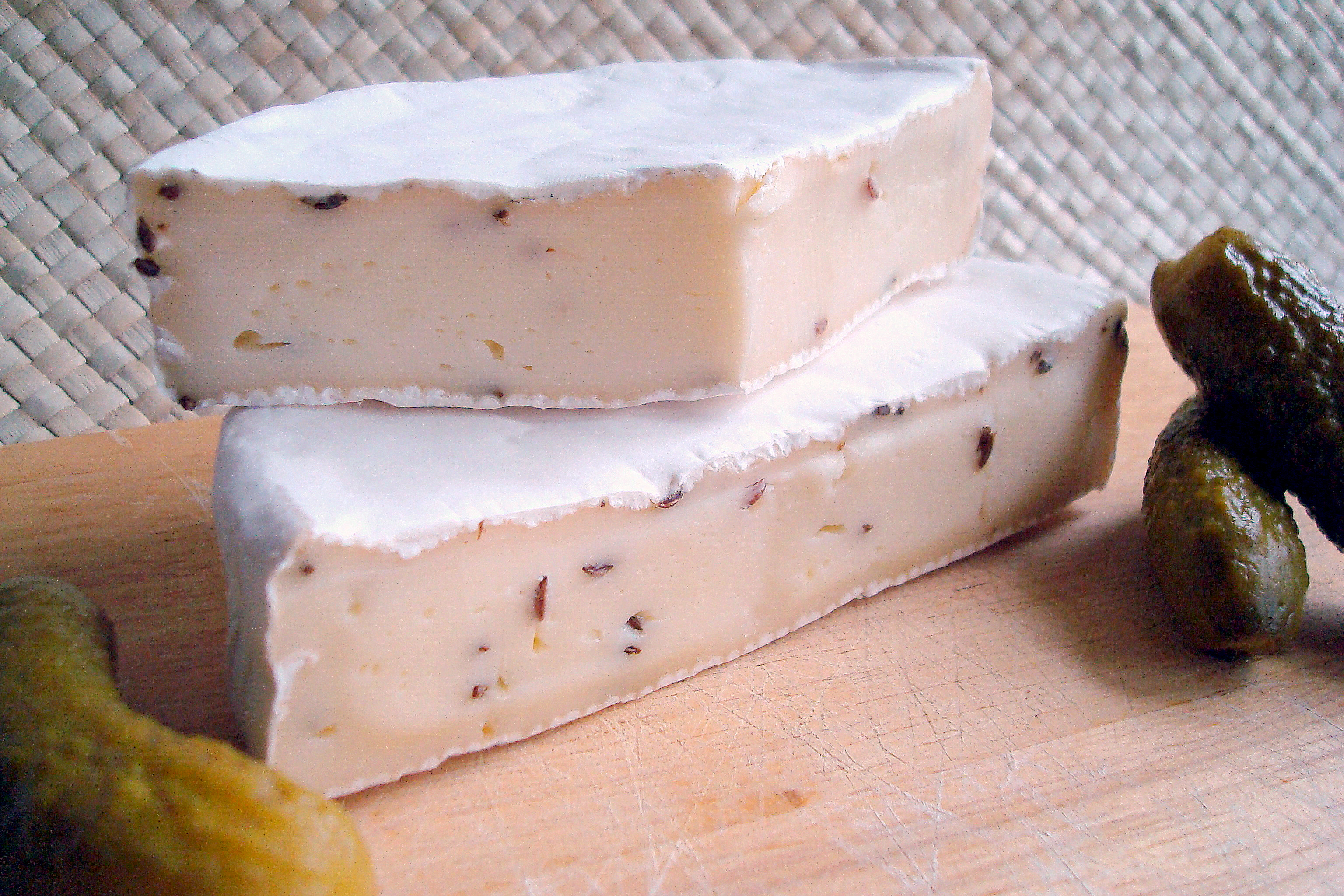
Сир альтенбургер

Альтенбургер (нім. Altenburger Ziegenkäse) — німецький м'який сир. Цей сир вперше з'явився на прикордонній зоні Тюрінгії з Саксонією. Його зазвичай готують за традиційними рецептами, що збереглись з 1897 року в комуні Фалькенхайн.

## Виготовлення
Альтенбургер виготовляється з коров'ячого молока з додаванням принаймні 15 % козячого. Молоко згортається разом з сичужними ферментами та скорочується в розмірі до величини волоського горіха. Потім у сир додають кмин і залишають на 10 днів.

## Вживання
Традиційно альтенбургер їдять з хлібом і маринованими огірками або з буряком.